# Camp Babilon
Camp Babilon (z ang.: Obóz Babilon) – baza wielonarodowej dywizji pod dowództwem polskiego kontyngentu, stacjonującej w polskiej strefie w Iraku w latach 2003–04. Obóz znajdował się w obrębie ruin starożytnego miasta Babilon, koło pałacu prezydenckiego obalonego Saddama Husajna.
Siedziba Dowództwa i Sztabu Międzynarodowej Dywizji Centralno-Południowej (ang. skrót - MND CS).
W Bazie Alpha w Babilonie stacjonowało ponad 2500 żołnierzy, obok Polaków znaczną część stanowili żołnierze armii amerykańskiej, Ukrainy, Litwy, Łotwy oraz Salwadoru.
Od stycznia 2004 w Camp Babilon rozpoczęła działalność wieloosobowa Narodowa Komórka Wywiadowcza (National Intelligence Cell, NIC), której trzon stanowili żołnierze WSI.
W grudniu 2004 roku Camp Babilon zlikwidowano, przenosząc Dowództwo MND CS do Diwaniji (Camp Echo).
Teren Babilonu został opanowany przez okupacyjne wojska zachodnie 21 kwietnia 2003, a 2 września tego roku założono na obszarze starożytnych ruin amerykański obóz wojskowy nazwany Camp Alpha. Po pięciu miesiącach bazę przekazano w użytkowanie wielonarodowej dywizji, która stacjonowała tam do 22 XII 2004, gdy bazę zlikwidowano. Młodszy raport Russella z 2010 podaje, że wojskowa baza w Babilonie (Camp Alpha i Camp Babylon) obejmowała 150 ha i znajdywała się w samym centrum obszaru zabytkowego, a istniała od IV 2003 do I 2005. W efekcie prowadzenia przez wojskowych koalicji antyirackiej różnych prac ziemnych (m.in. kopania rowów i wykopania dwóch wyrobisk) oraz intensywnego używania ciężkiego sprzętu na terenie starożytnego miasta doszło do zniszczeń na stanowisku archeologicznym, m.in. uszkodzono pozostałości Bramy Isztar oraz prowadzącej do niej Drogi Procesyjnej. 